# Racaille
Pour l’article ayant un titre homophone, voir Rakaj.
« Caillera » redirige ici. Pour les articles homophones, voir Caïra et Kaïra.
« Caillera » redirige ici.  Pour le film, voir Les Kaïra.
 (mars 2020).
Le terme racaille désigne un groupe craint et méprisable au comportement antisocial. Cette définition se référant à « une masse méprisable » ne reconnaît pas de distinction individuelle, son utilisation est donc invariable au singulier féminin : « La racaille » ; parfois couplée à un partitif : « de la racaille ». 
Ce terme peut être utilisé de manière étendue, pour définir une partie qui ne se conforme pas aux règles et usages standards, par exemple « la racaille de la finance » désignerait une partie des individus travaillant dans ce domaine et adoptant un comportement déviant, assimilable dans ce cas à de la délinquance financière.

## Étymologie
L’étymologie du terme « racaille » n’est pas clairement définie mais a été rapprochée, sur la base homophonique indo-européenne rack soit « tueur », de l’anglais rascal (« canaille ») et du russe raskol (« rebelle, dissident »).
Le radical rack est d’origine germanique (racker en allemand pour désigner un « équarrisseur ») et on en trouve trace dans le vieil anglais rack soit « chien ». Cependant que l'anglais rascal provient directement du racaille français, mot formé sur le même principe que canaille qui dérive indirectement du latin canis (« chien ») et que l’on propose souvent en synonyme.
Racaille pourrait aussi être une forme normano-picarde ayant la même racine que l’ancien français rasche ou rache (« teigne ») du latin vulgarisé rasicare (« gratter »). Ainsi trouverait-on une trace de ce terme dans le provençal rascar (« racler ») ou raca (« rosse », « chien »), et même dans la Bible en français où il tient lieu d’insulte sous la forme raca (Matthieu, 5, 22 : « Mais moi, je vous dis que quiconque se met en colère contre son frère mérite d’être puni par les juges ; que celui qui dira à son frère : « Raca » ! mérite d’être puni par le sanhédrin »). En provençal, l’utilisation du suffixe -alha, prononcé « aille », est très courante pour désigner un amas informe, et on peut aussi remarquer l’existence du verbe racar (« vomir »).
Racaille n’a donc pas une étymologie basée sur l’italien razza, qui a donné « race » en français, bien que certaines utilisations de ce terme prêtent à confusion. Si on fait abstraction de la similitude phonétique entre race et racaille, le problème reste entier car les définitions que l’on donne du mot racaille nous renseignent peu, voire pas du tout, sur les groupes ou les personnes qu’il entend qualifier.
L’utilisation du terme pour désigner des individus et non plus des groupes a par métonymie créé le passage du singulier « la racaille » désignant un groupe, au pluriel « les racailles », désignant des individus : « Ils ont mis une machine derrière le mur, ces racailles ! ».

## Littérature
L'utilisation du terme racaille dans la littérature permet de rendre compte de l'évolution de sa signification au fil du temps.
- Lettre LVIII de Monsieur Morin à Monsieur Descartes - 22 Fev. 1638 (Lettres de M.Descartes qui traitent de plusieurs belles questions concernant la Morale, la Physique, la Médecine, & les Mathématiques - Ed. Paris 1724 - Tome I - p. 329)[4]

« … de mon naturel je haïs & je déteste cette racaille d'esprits malins, qui voyans paroître quelque esprit relevé, comme un Astre nouveau, au lieu de lui savoir bon grès de ses labeurs, & nouvelles inventions, s'enflent d'envie contre lui, et n'ont d'autre but que d'offusquer ou éteindre son nom, sa gloire & ses mérites; bien qu'ils soient par lui tirez de l'ignorance des choses dont libéralement il leur donne la connaissance. »
- Guy Patin dans ses lettres (Lettres, tome II, p. 93)
- Jean de La Fontaine dans ses fables (Fables, IV, 6 et VIII, 21)
- Voltaire dans ses épigrammes (Épigrammes, 95)

Ces auteurs utilisent le terme pour désigner une grande diversité d’individus (respectivement un « laquais », des « rats », un « chapon » et la « bourgeoisie »). Plus tard, le mot caricature la bourgeoisie à travers la plume de divers auteurs :
- les frères Goncourt (Journal, 1887, p. 641)
- René Benjamin (Gaspard, 1915, p. 94)
- Gustave Flaubert (Par les champs et par les grèves, 1910, p. 18)

Ce n’est qu’au milieu du XIXe siècle que le vocable semble se radicaliser dans les dictionnaires :
- le « rebut de la société, ce qu’il y a de plus vil » (Larousse du XIXe siècle)
- la « populace méprisable, un ensemble de fripouilles » (Le Petit Robert)
- la « partie la plus vile de la populace » (Littré)

La fin du XIXe siècle et le début du XXe siècle s’inscrivent dans cette continuité. Des auteurs tels que Émile Zola (L'Assommoir, 1877, p. 788) avec « Ils ont mis une machine derrière le mur, ces racailles ! », Alphonse Daudet (Tartarin de Tarascon, 1902, p. 145), François Coppée (Œuvres complètes, 1909, p. 133) ou Saint-Exupéry (Citadelle, 1944, p. 537) utilisent ce vocable.
En 1944, Elsa Triolet l'emploie dans son recueil de nouvelles sur la Résistance. La « racaille » est aux côtés du « ramassis de vauriens » et des « bandits ». Le terme est utilisé pour montrer la déshumanisation d'un ennemi contre lequel son personnage recourt à la violence. Une fois l’ennemi déshumanisé, le poids de la culpabilité se fait moins lourd :

« Il leur fallait quelqu'un à qui s'en prendre, quelqu'un qu'on pourrait haïr sans danger (...) ceux qu'on appelait les dissidents, les réfractaires, les patriotes ou simplement les jeunes... la résistance, ce ramassis de vauriens, cette racaille, ces bandits, la résistance, que le diable l'emporte ! »

Albert Camus dans La Peste (1947, pp. 56-57) utilise le terme pour qualifier un agresseur qu'on ne peut nommer soit par peur de représailles, soit parce que la ou les personnes n’ont pas été reconnues. Dans ce cas, le mot est utilisé comme exutoire de ses propres peurs dont la cause reste indéterminée :

« Grand avait même assisté à une scène curieuse chez la marchande de tabac. Au milieu d'une conversation animée, celle-ci avait parlé d'une arrestation récente qui avait fait du bruit à Alger. Il s'agissait d'un employé de commerce qui avait tué un Arabe sur une plage. "« Si l'on mettait toute cette racaille en prison, avait dit la marchande, les honnêtes gens pourraient respirer. » Mais elle avait dû s'interrompre devant l'agitation subite de Cottard qui s'était jeté hors de la boutique sans un mot d'excuse. »

## Controverses

### Polémique: France, 2005
En France, le terme a connu un regain d’intérêt après les déclarations de Nicolas Sarkozy, le mardi 25 octobre 2005, alors qu’il s’exprimait comme ministre de l'Intérieur à Argenteuil (Val-d'Oise). Ce n'est que le 6 novembre 2005 qu'on précise qu'il s'agissait d'une réponse à une habitante de la cité qui avait employé la première ce terme. Interrogé par différents journalistes, Nicolas Sarkozy s'est lui-même justifié à plusieurs reprises en confirmant la version du témoin, tout en dénonçant la récupération politique de l'anecdote, notamment lors d'un entretien avec Loïc Le Meur à l'hôtel de Beauvau le 22 décembre 2005.

« Vous en avez assez de cette « bande de racailles » ? Eh bien on va vous en débarrasser ! »

La phrase a immédiatement soulevé une vive polémique en France. Une équipe de journalistes de Arrêt sur images a enquêté à Argenteuil, une semaine après l'incident, pour déterminer le contexte exact de la « petite phrase ». Daniel Schneidermann, le présentateur de l’émission, a cherché à mettre en évidence le parti pris médiatique que constitue à ses yeux le flou laissé sur le contexte exact, la reprise du terme, l'accent sur la phrase et l'accueil hostile et spectaculaire du ministre sans que soient diffusées les images complémentaires : « toutes les caméras ont filmé ces discussions mais aucune ne les a montrées ».
Certains observateurs considèrent même que la phrase aurait participé (avec l’utilisation concomitante de l’expression « nettoyer les cités au Kärcher » et l’électrocution de deux jeunes) à provoquer les émeutes des banlieues françaises du 1er au 14 novembre 2005[source insuffisante]. Le ministre délégué à la Promotion de l'égalité des chances, Azouz Begag, dénonça cette phrase du ministre de l'Intérieur dans le journal Libération le 1er novembre. Il répond :

« Je conteste cette méthode de se laisser déborder par une sémantique guerrière, imprécise. »

Même après les précisions apportées, l'utilisation que le ministre avait fait de mots comme « racaille » en public, l'expression reste perçue par certains comme une attaque envers tous les jeunes des quartiers populaires. Le journal L'Humanité a même considéré l'emploi de le terme comme une provocation délibérée. De manière plus générale, les analystes du discours de Nicolas Sarkozy, tel le politologue Damon Mayaffre, estimeront que l'arrivée de Sarkozy à l'Élysée constitue une rupture discursive avec le passé, avec l'apparition d'un vocabulaire polémique, d'une syntaxe relâchée voire a-grammaticale et du « dissensus » social.
Enfin, le 12 décembre 2005, le président de la République, Jacques Chirac, fait connaître par voie de presse son sentiment sur la terminologie en politique et clôt le débat de manière péremptoire :

« En politique, le choix des mots est évidemment essentiel. Je l'ai dit, en France, tous les citoyens sont les filles et les fils de la République. Il n'y a pas de catégorie de Français. Il n'y a que des citoyens libres et égaux en droit. Et quand une personne commet un délit ou un crime, c'est un délinquant ou c'est un criminel. C'est la loi qui le dit. Ce sont ces termes qu'il faut employer. C'est cela la République. »

### Synonymie
- valetaille, canaille
- Populace, basse pègre, plèbe, lie, tourbe, vulgaire, populaire